# Carilau de Paleòpolis
Carilau de Paleòpolis (en llatí Charilaus, en grec antic Χαρίλαος) fou un grec de la Magna Grècia, un dels principals dirigents de Paleòpolis, que juntament amb Nímfios (Nymphius) va entregar la ciutat a Quint Publi Filó, el procònsol romà, durant la segona guerra samnita l'any 323 aC, i va expulsar a la guarnició samnita, segons diu Titus Livi.